# Park Angerenstein

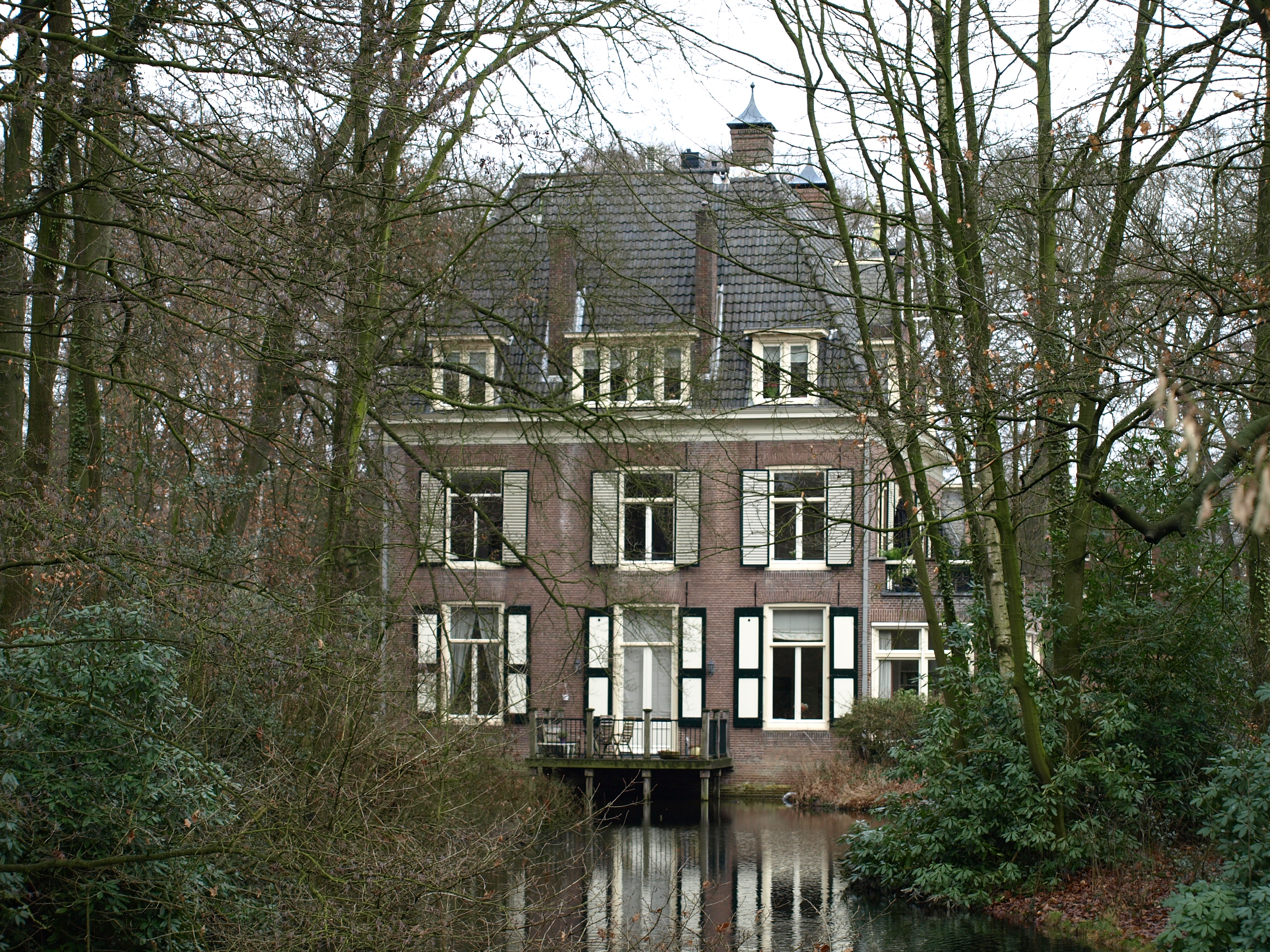
zijaanzicht

Park Angerenstein is een stadspark in Arnhem, ten noorden van de Velperweg. De hoofdingang bevindt zich naast de ingang van landgoed Rennen Enk met verzorgingscentrum Insula Dei.

## Geschiedenis
Als landgoed is Angerenstein al in de middeleeuwen bekend als leengoed van de  St. Salvatorabdij te Prüm. Als eerste eigenaar wordt ene Johan Coster genoemd (1487) uit het Arnhemse geslacht Van Angeren. Het landgoed dankt haar naam aan deze familie. Enkele jaren later is het landgoed in bezit van de familie Van Berk en wordt het "te Munchuyssen" genoemd, wat blijkt uit een leenakte uit 1501: "dat erve inde guet te Angerensteynn geheitten dat guet te Munchuyssen mitter watermullen". En tegen het einde van de zestiende eeuw wordt de woning de "Van Berckspijker" genoemd, spijker in de betekenis van een versterkt landhuis.
De familie Engelen heeft het landgoed in bezit aan het einde van de zeventiende eeuw. Zij laat de woning uitbreiden en een park aanleggen. Ook de watermolen die in 1672 door Franse troepen is verwoest, wordt onder leiding van Arnhems burgemeester Engelbert Engelen opnieuw opgebouwd.
Als Jan baron van Pallandt van Walfort het landgoed in 1833 koopt wordt het korte tijd samengevoegd met zijn andere bezittingen, huis Klarenbeek, Rennen Enk en Bekenkamp. Na zijn overlijden echter worden de landgoederen weer gescheiden en wordt Samuel F.A. baron van Pallandt van Oud-Beijerland de nieuwe bewoner. Hij laat een orangerie en een koetshuis bijbouwen. In 1880 komt het in bezit van H.C.E. barones van Pallandt en haar echtgenoot F.C.H. baron van Tuyll van Serooskerken die een nieuw en groter koetshuis laten bouwen.
De laatste particuliere eigenaar, Jan de Goeijen, die ook een aantal verbouwingen en uitbreidingen doorvoert, koopt het goed in 1907. Vlak voor de inval van de Duitsers in 1940 verlaat De Goeijen Angerenstein. Een jaar later verkoopt hij het aan de gemeente Arnhem. Tijdens de Tweede Wereldoorlog is Angerenstein het hoofdkwartier van de Beauftragte für die Provinz Gelderland van rijkscommissaris Arthur Seyss-Inquart.
Na de oorlog biedt het landgoed onderdak aan Rijkswaterstaat en vanaf 1958 is het in gebruik als meisjesinternaat voor het Centraal Instituut Opleiding Sportleiders (CIOS). Tussen 1987 en 2000 is het atelierruimte voor Arnhemse kunstenaars en wordt het koetshuis gebruikt door het Centrum voor vakopleidingen. Door een verbouwing, waarbij de buitenkant van het gebouw wordt gerestaureerd tot de staat waarin het midden negentiende eeuw verkeerde, wordt het hoofdgebouw voorzien van appartementen, en in 2004 en 2005 wordt de historische tuin opgeknapt.

## Beek op de Paasberg
Kenmerkend voor het park is de aanwezigheid van een netwerk van beken met verschillende watervallen en vijvers. Voor een belangrijk deel worden deze wateren gevoed door de Beek op de Paasberg die ten noordoosten van Park Angerenstein ontspringt op de grens van de Arnhemse wijken Geitenkamp en Paasberg. Ten noorden van Huis Angerenstein bevindt zich een bronvijver en enkele kwelplekken die mede de verschillende vijvers voeden. Hier bevindt zich tevens de bron van de Julianabeek. In 2005 hebben de bewoners van de Julianalaan deze beekloop ontdekt en in hun eigen voortuinen weer zichtbaar gemaakt. De Julianabeek vloeit uiteindelijk op het park in de Beek op de Paasberg. Een deel van het water voedt vervolgens ten zuiden van park Angerenstein de plassen van de Arnhemse parken Sacre Coeur en Presikhaaf.

Kaart plek Angerenstein
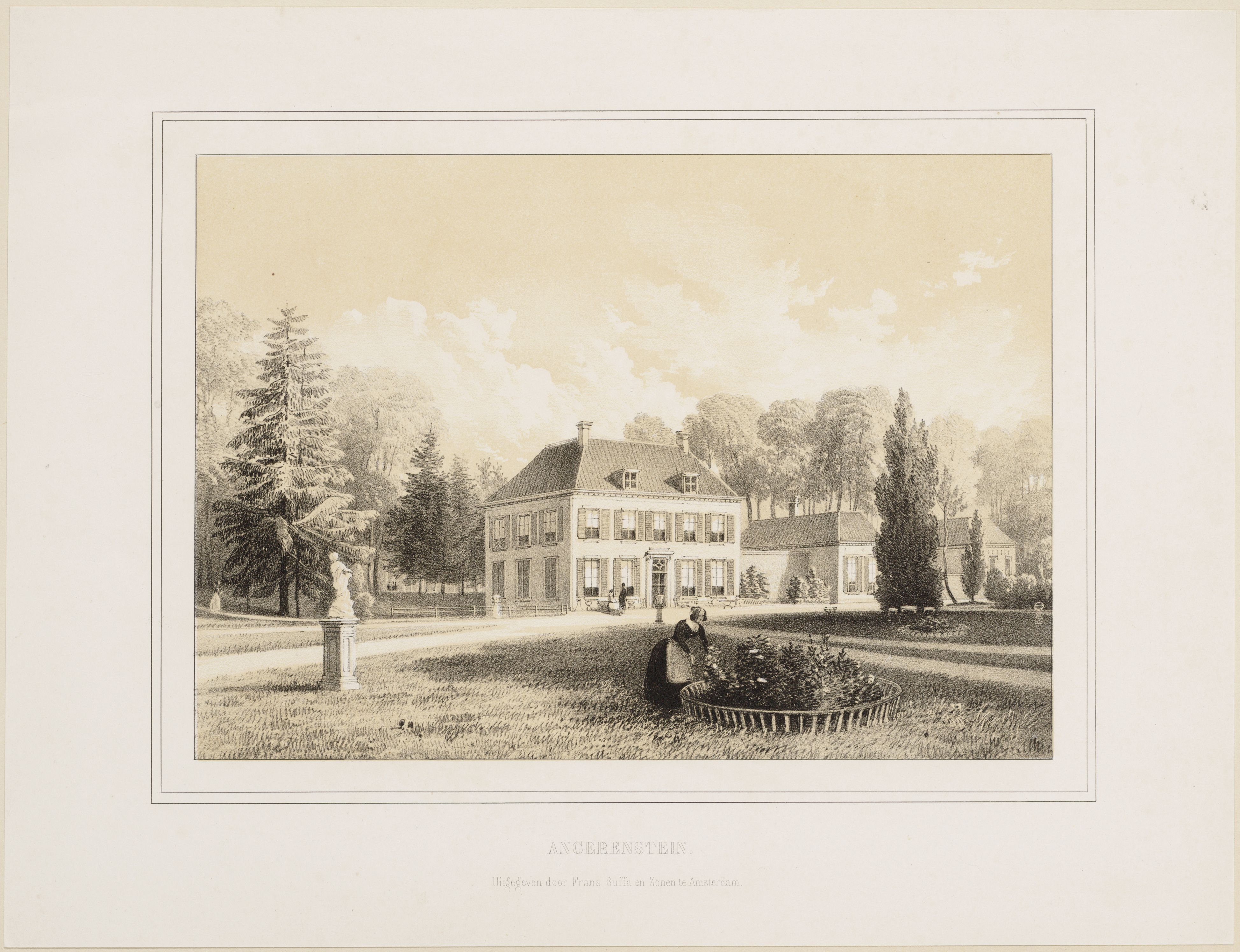
Gravure Angerenstein (1845)
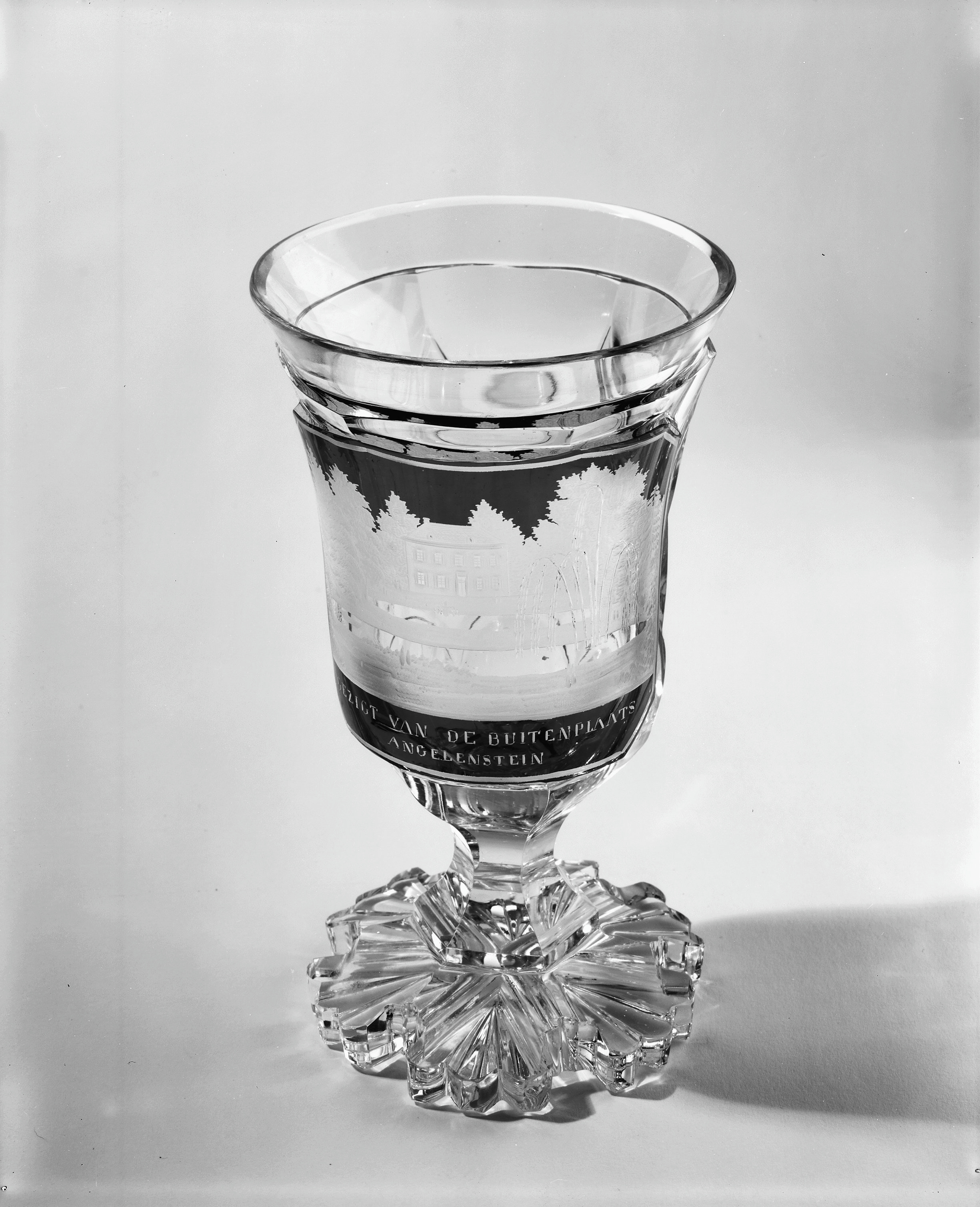
Huis Angerenstein op glas gegraveerd, tweede helft negentiende eeuw.
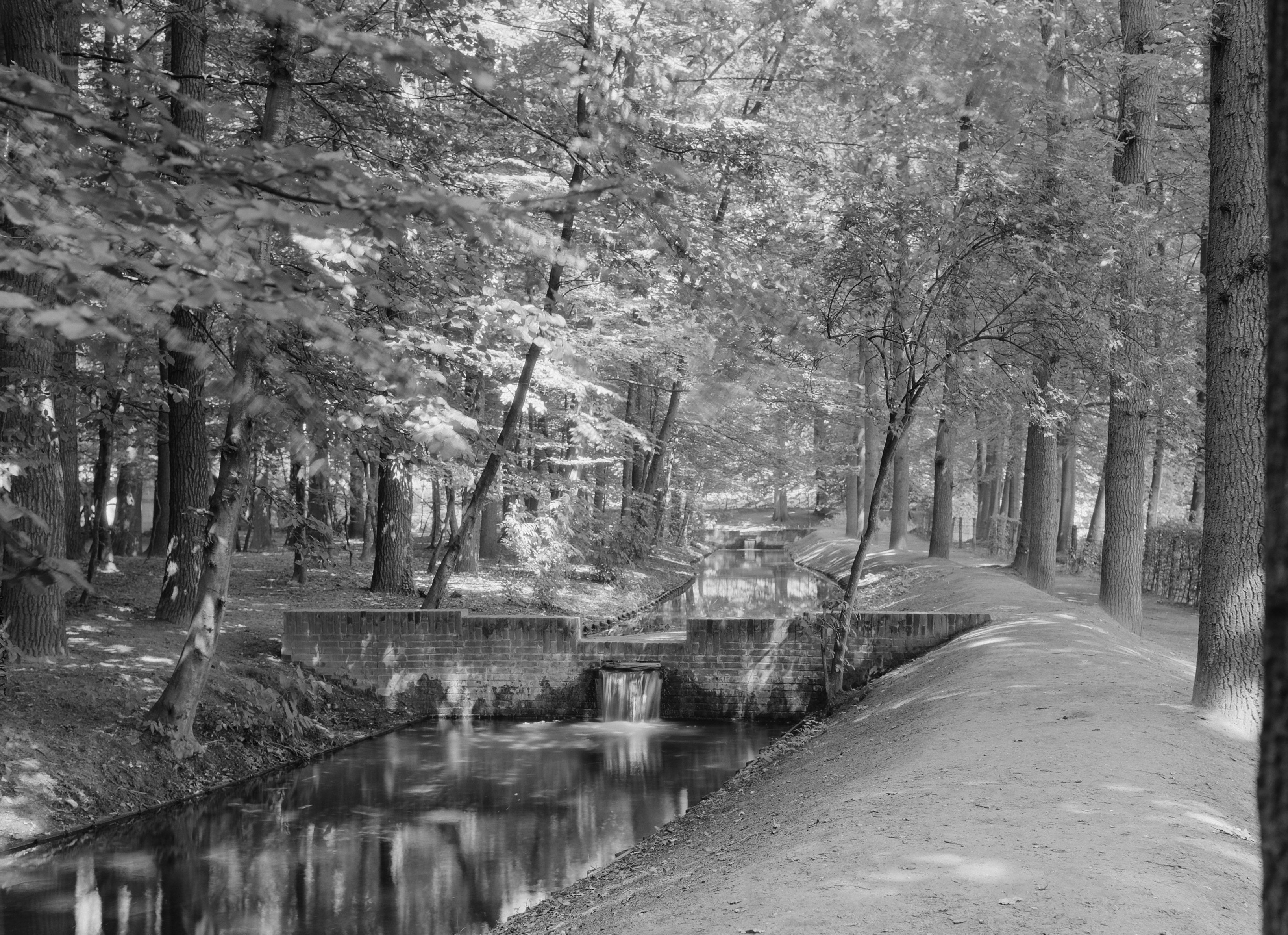
Waterval op Angerenstein
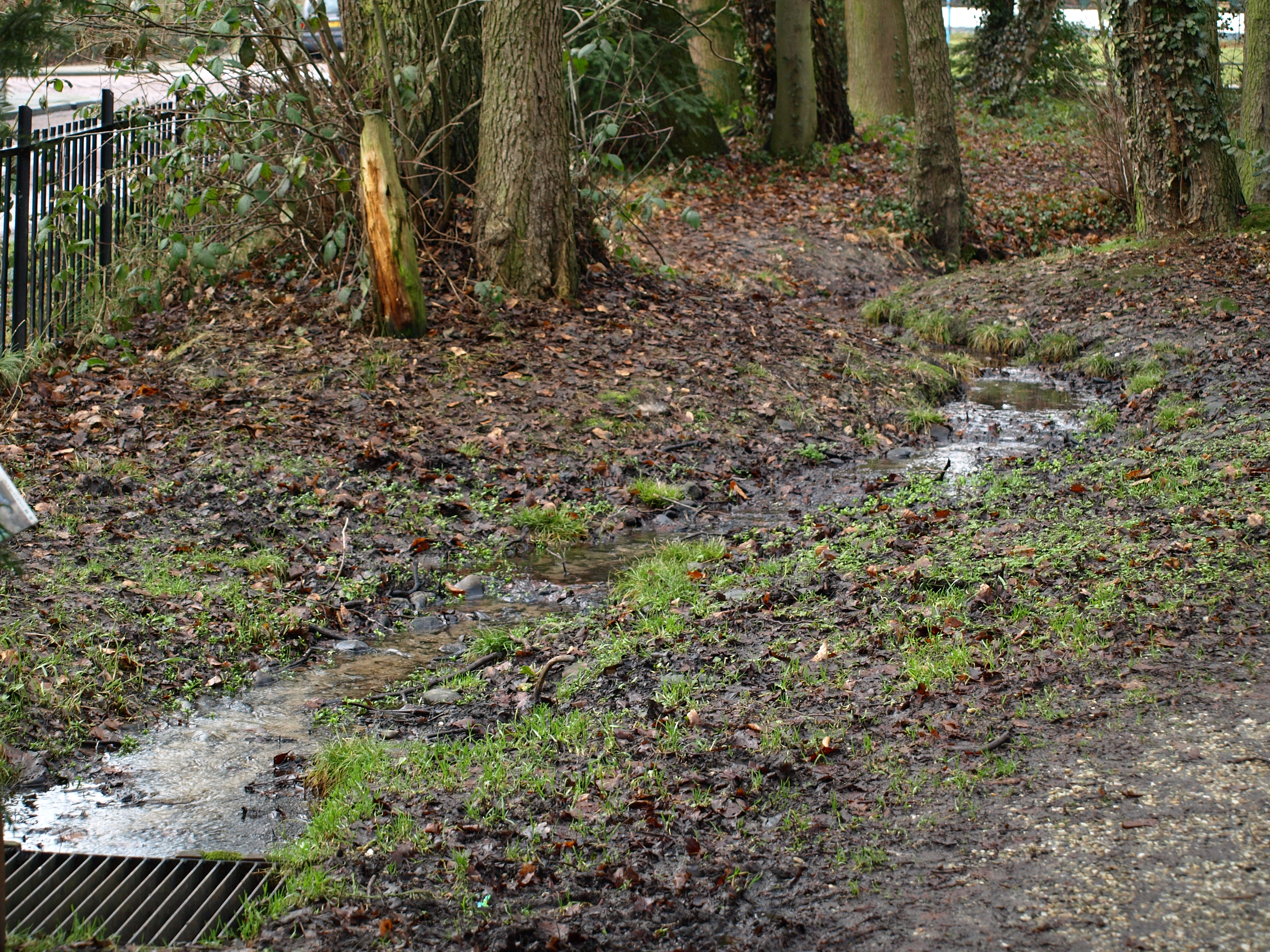
Julianabeek
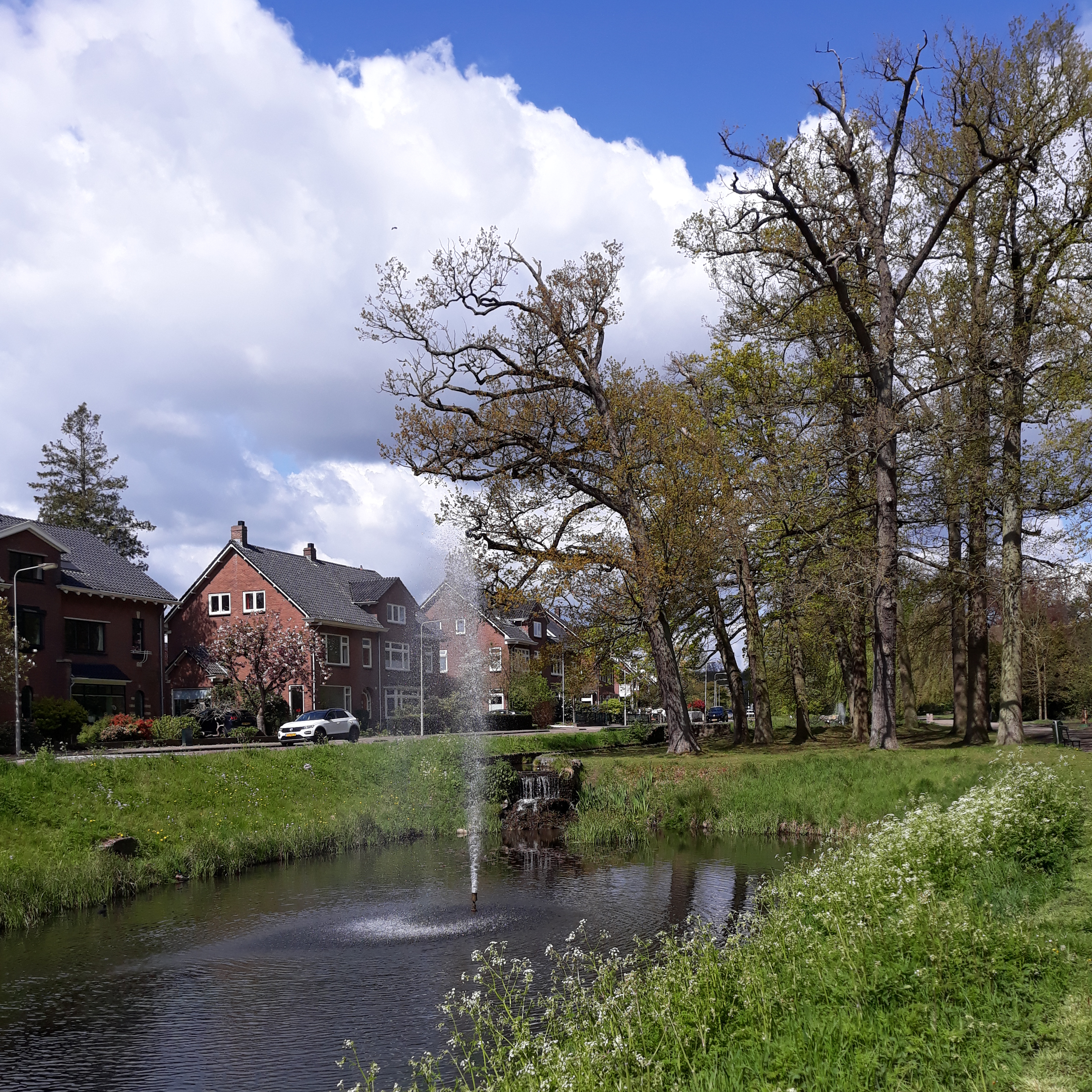
Fontein Park Angerenstein